# Condado de Edgar
O Condado de Edgar é um dos 102 condados do Estado americano de Illinois. A sede do condado é Paris, e sua maior cidade é Brocton. O condado possui uma área de 1 617 km² (dos quais 2 km² estão cobertos por água), uma população de 19 704 habitantes, e uma densidade populacional de 12 hab/km² (segundo o censo nacional de 2000). O condado foi fundado em 3 de janeiro de 1823.